# 디미트리 티옴킨

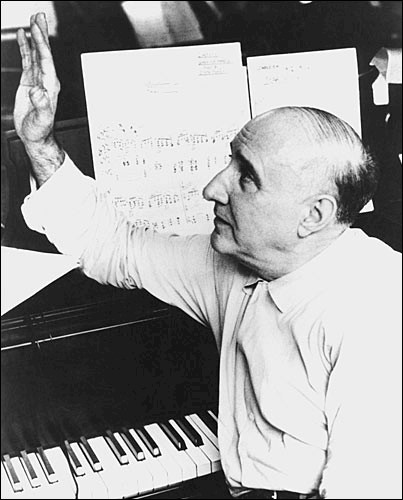
디미트리 티옴킨 (1957년)

디미트리 지노비예비치 티옴킨(영어: Dimitri Zinovievich Tiomkin, 러시아어: Дмитрий Зиновьевич Тёмкин 드미트리 지노비예비치 툠킨[*], 우크라이나어: Дмитро́ Зино́війович Тьо́мкін 드미트로 지노비요비치 툠킨[*], 1894년 5월 10일 ~ 1979년 11월 11일)은 러시아 태생의 미국의 영화 작곡가이자 지휘자이다. 10월 혁명 이전에 러시아 상트페테르부르크에서 고전적으로 훈련받은 그는 베를린과 러시아 혁명 이후 뉴욕으로 이주했다.
티옴킨은 22개의 아카데미상 후보에 올랐고 4개의 오스카상, 3개의 오스카상, 3개의 오스카상, 3개의 오스카상, 3개의 베스트 오리지널 스코어, 《비상착륙》, 《노인과 바다》를 수상했으며 전작의 〈The Ballad of High Noom Noon〉로 1개의 아카데미 주제가상을 수상했다.

## 어린 시절 및 경력
디미트리 티옴킨은 당시 러시아 제국(현 우크라이나)의 일부였던 크레멘추크에서 태어났다.
그의 가족은 유대인 혈통이었다. 그의 아버지 지노비 티옴킨은 "유명한 병리학자"이자 파울 에를리히 교수의 동료였으며, 나중에 저명한 시온주의 지도자였다. 그의 어머니 마리 타르타콥스카야는 어린 나이에 어린 티옴킨에게 피아노를 가르치기 시작한 음악가였다. 티옴킨 전기 작가 크리스토퍼 팔머에 따르면, 그녀의 희망은 아들이 전문 피아니스트가 되는 것이었다. 티옴킨은 그의 어머니를 "작고, 금발이며, 명랑하고 활기차다"라고 묘사했다.

## 미국 생활
1925년 뉴욕 연극 제작자 모리스 게스트로부터 제의를 받고 미국으로 이민을 갔다. 그들은 키스/알비와 오르페움 보드빌 서킷에서 함께 공연했고, 그곳에서 오스트리아의 발레리나 알베르티나 라쉬가 운영하는 발레단과 동행했다. 티옴킨과 라쉬의 전문적인 관계는 개인적인 관계로 발전했고, 1927년에 결혼했다.
뉴욕에 있는 동안, 티옴킨은 카네기 홀에서 모리스 라벨, 알렉산드르 스크랴빈, 프랑시스 풀랑크, 알렉산드르 탄스만의 현대 음악을 특징으로 하는 리사이틀을 열었다. 그와 그의 새 아내는 1928년 파리로 여행을 떠났고, 그곳에서 그는 파리 국립 오페라에서 게르슈윈과 함께 미국 조지 거슈윈의 피아노 협주곡 F 장조의 유럽 초연을 연주했다.